# Ewangeliarz Dobromira

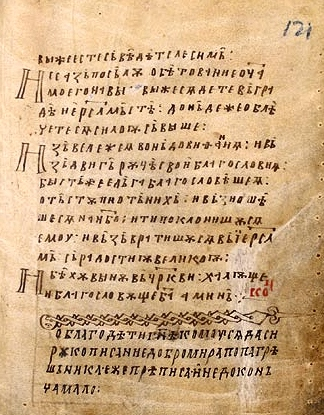
Karta z Ewangeliarza Dobromira

Ewangeliarz Dobromira – pisany cyrylicą pergaminowy manuskrypt z XII wieku, zawierający tekst przekładu czterech Ewangelii. Ewangeliarz uważany jest za przykład piśmiennictwa średniobułgarskiego.

## Opis zabytku
Na Ewangeliarz składają się karty pergaminowe (starsze) z tekstem przekładu Ewangelii, oraz 14 kart papierowych, zawierających synaksarion, dodanych do kodeksu w XIV wieku. Do czasów współczesnych Ewangeliarz Dobromira zachował się ze znacznymi ubytkami w początkowej, środkowej i końcowej partii tekstu.
Tekst Ewangeliarza przepisywany był przez trzech skrybów, wśród nich – popa Dobromira, który podpisał się na karcie 121. Od imienia tego kopisty pochodzi także nazwa całego zabytku.

## Charakterystyka językowa
Specyfika językowa wskazuje na to, iż Ewangeliarz Dobromira powstał na obszarze Macedonii. Dowodzi tego m.in. charakterystyczna dla dialektów macedońskich wokalizacja jerów ъ → o, ь → e, np. ložь 'kłamstwo', zam. lъžь; sо, vo zam. sъ, vъ; krestь, zam. krьstъ, jak również specyficzne słownictwo, np. košulja. Ze względu na archaizmy językowe i ortograficzne Ewangeliarz Dobromira wiązany jest z istniejącą na terenie Macedonii tradycją piśmiennictwa głagolickiego i najdawniejszymi głagolickimi przekładami Ewangelii. Tekst Ewangeliarza poświadcza jednak również liczne innowacje (np. błędy w stosowaniu znaków dla samogłosek nosowych, mieszanie znaków dla ĕ (jać) i ę, użycie formy zaimka ny zamiast my, itp.), które stanowią odstępstwo od norm, udokumentowanych w najstarszych tekstach staro-cerkiewno-słowiańskich. Z tego też względu Ewangeliarz Dobromira nie jest zaliczany do tzw. kanonu języka staro-cerkiewno-słowiańskiego, lecz uznaje się go za dokument średniobułgarski.

## Współczesność
W XVI wieku rękopis trafił do klasztoru św. Katarzyny na Synaju, gdzie został odkryty w 1872 roku przez archimandrytę Antonina (Kapustina). Ewangeliarz jest rozczłonkowany, na całość składają się cztery znane dziś fragmenty tekstu, przechowywane obecnie w trzech różnych miejscach. Większa część manuskryptu (182 karty pergaminowe i 14 papierowych) została zabrana z synajskiego klasztoru przez filologa Vatroslava Jagicia, który zaprezentował je w Wiedniu, a w 1899 roku podarował je Rosyjskiej Bibliotece Narodowej w Petersburgu (Q.n.l.55). W klasztorze św. Katarzyny na Synaju znajdują się dwa odnalezione później fragmenty tekstu: 23 karty (no. 43), oraz 12 kart, zidentyfikowanych jako część Ewangeliarza w 1975 r. (sygn. Slav. 7/N). W zbiorach Francuskiej Biblioteki Narodowej w Paryżu znajdują się ponadto dwie karty tekstu, zidentyfikowane przez Krasimira Stanczewa w 1980 r. (Slave 65, fol. 3-4).
Faksymile tekstu opracował i wydał w 1973 roku prof. Mosze Altbauer.